# محمدتقی دانش‌پژوه
محمّدتقی دانش‌پژوه (۳۰ فروردین ۱۲۹۰ – ۲۷ آذر ۱۳۷۵) نویسنده، موسیقی‌دان، مترجم، مصحح، کتابدار، خاورشناس، فهرست‌نگار و نسخه‌پژوه ایرانی و عضو پیوسته فرهنگستان زبان و ادب فارسی، استاد دانشگاه تهران و پدر علم نسخه‌شناسی بود. حاصل زندگی علمی دانش‌پژوه بیش از ۶۰ کتاب و ۴۰۰ مقاله است. وی بنیانگذار نشریات فرهنگ ایران زمین و نیز نسخه‌های خطی کتابخانه مرکزی و مرکز اسناد دانشگاه تهران بوده است.

## زندگی

### تولّد و کودکی
محمّدتقی دانش‌پژوه در ۳۰ فروردین سال ۱۲۹۰، در منطقه دلارستاق روستای ناندل آمل متولد گردید. پس از سپری کردن دوران کودکی، تحصیلات مقدماتی را نزد پدر آغاز کرد. محمدتقی دانش‌پژوه پس از سپری کردن دوران کودکی تحصیل آغاز کرد و مقدمات ادبی را پس از خواندن قرآن کریم، دیوان حافظ و نصاب الصبیان را فراگرفت. وی در این بین نیز زبان فرانسوی را یادگرفت.وی همچنین زیر نظر جلال‌الدین اعتضادی خط نویسی را فرا آموخت.

### هجرت به قم
دانش‌پژوه در سن هجده سالگی با درگذشت پدر برای ادامه تحصیل راهی شهر قم گردید تا از جلسات درس و بحث علمای فقه آن مرکز علمی استفاده کند.
او در قم و سپس در تهران نزد علما و اساتیدی چون مرعشی نجفی، میرزا ابوالفضل گلپایگانی، میرزا قوام لاریجانی، میرزا هاشم آملی، میرزا مهدی آشتیانی و سید محمد مشکات بهره علمی برد و به تکمیل تحصیلات خود پرداخت و در ۱۳۲۰ از دانشگاه تهران لیسانس گرفت و در دانشگاه به همراه ایرج افشار، عباس زریاب خویی و منوچهر ستوده به خدمتگزاری فرهنگ ایران پرداخت. پس از دو سال اقامت، به سبب گرفتاری‌های زندگی نتوانست در قم بماند و به شهر آمل برگشت و نزد عالمان این شهر از جمله ابوالحسن واعظ جوادی آملی و ابوالحسن پیشنماز آملی به تحصیل پرداخت.

### زندگی و فعالیت در تهران
دانش‌پژوه در سال ۱۳۱۶ راهی تهران شد. چهار سالی در مدرسه سپهسالار قدیم به تحصیل پرداخت، سپس دوره دانشکده معقول و منقول را در مدرسهٔ سپهسالار جدید مدرسه عالی شهید مطهری و دانشسرای عالی را طی کرد تا اینکه سر از دانشکده الهیات دانشگاه تهران درآورد و در سال ۱۳۲۰ به اخذ درجه لیسانس از این دانشگاه نائل آمد.

محمدتقی دانش‌پژوه و ایرج افشار به همراه تسونئو کورویاناگی

پس از فارغ‌التحصیل شدن به عنوان کمک کتابدار در کتابخانهٔ دانشکده حقوق و علوم سیاسی دانشگاه تهران مشغول به کار شد. لیسانس حقوق دانش‌پژوه به او اجازه داد تا به عنوان رئیس کتابخانه دانشکده ادبیات موقعیت خود را تحکیم بخشد. نخستین مقالهٔ وی با عنوان از منطق ارسطو تا روش‌شناسی نوین در نخستین شماره مجله جلوه، نشریه جامعه لیسانسه‌های دانشکدهٔ علوم معقول و منقول به چاپ رسید. برخی دیگر از آثار اولیهٔ وی در نشریاتی چون دانشنامه، سخن، دانش و مهر منتشر شد. دانش‌پژوه در سیر فعالیت در دانشگاه تهران، در سال ۱۳۳۲ به ریاست کتابخانه مرکزی دانشگاه منصوب گردید و در سال ۱۳۴۳ مشاور فنی کتابخانه مرکزی و در سال ۱۳۲۶ عضو کمیتهٔ علمی آن شد. محمدتقی دانش‌پژوه از سال ۱۳۳۴ در دانشکدهٔ الهیات دانشگاه تهران به تدریس مشغول شد. وی در آذر ۱۳۳۳ به ریاست کتابخانه کتب خطی دانشگاه تهران و در مهر ۱۳۳۴ به ریاست کتابخانهٔ مرکزی دانشگاه تهران، که قبل از او برعهده منوچهر ستوده بود، منصوب شد و در خرداد ۱۳۴۳ به مشاورت فنی کتابخانه مرکزی و در تیر ۱۳۴۶ به عضویت کمیتهٔ این کتابخانه نایل گردید و در ضمن این تحولات، همچنان سمت معاونت کتابخانه دانشکده حقوق و علوم سیاسی را نیز برعهده داشت. وی در بهمن ۱۳۳۴ با دعوت از طرف شورای دانشگاه تهران مدرس دروس درایه‌الحدیث و فرهنگ ایرانیان در دانشکدهٔ الهیات و معارف شد. دانش‌پژوه در سال ۱۳۴۹ به‌مرتبه دانشیار تمام وقت دانشکده ادبیات و علوم انسانی ارتقا یافت و از آن پس یکسره به آموزش و پژوهش پرداخت و به درخواست کتابخانهٔ مرکزی از رئیس وقت دانشگاه، عنوان مشاور علمی کتابخانه نیز به او داده شد که تا اواخر عمر چه موظف و چه غیرموظف، کار مشاوره را انجام می‌داد. دانش پژوه همچنین تدوین فهرست میکروفیلم های کتابخانهٔ مرکزی دانشگاه تهران را برعهده داشت. این فهرست که در سه مجلد در سال های ۱۳۴۸، ۱۳۵۳ و ۱۳۶۳ منتشر شد، مشتمل بر مشخصات حدود هفت هزار حلقه میکروفیلم از نسخه های خطی، فرمان ها، قباله ها، نامه های تاریخی، عکس ها، جراید قدیمی و کتاب های چاپی نادر موجود در کتابخانه های ایران و جهان است.

## تحقیق و توسعه نسخه‌شناسی
محمدتقی دانش‌پژوه پدر علم نسخه‌شناسی ایران و از بزرگ‌ترین کتاب شناسان ایران در جهان علم و دانش بود. کتاب «فهرست آثار دانشمندان ایرانی واسلامی درغنا و موسیقی» و چند مقالهٔ دیگر در این باب از آثار چاپ شده اوست. وی در سال ۱۳۶۹ رشته نسخه‌های خطی و آثار کمیاب را در مقطع کارشناسی ارشد در دانشگاه تهران بنیان‌گذاری کرد و همچنین در سال ۱۳۷۴ کتابخانهٔ غنی و ارزشمند خود را به کتابخانه و مرکز اسناد مجتبی مینوی، بنیاد شاهنامه فردوسی فعلی اهدا کرد. آثار دانش‌پژوه به‌طور معمول حاوی اطلاعات دست اوّل است. علت آن نیز این است که شاید برای نخستین بار در ایران، او بود که در سطحی گسترده، از آثار خطی برای پژوهش‌های علمی و تاریخی استفاده کرد. البته در این زمینه، چهره‌هایی مانند سعید نفیسی و شماری دیگر هم فعال بودند، اما کارهای دانش‌پژوه، بیش از دیگران، نتیجه پژوهش‌های وی در حوزه فهرست‌نویسی بود.

### سفر به اروپا و آمریکا
ورود محمدتقی دانش‌پژوه به دانشگاه سرآغاز ورود او به عرصهٔ تحقیق و پژوهش بود. او در همین راستا و به منظور کسب اطلاعات کتاب‌شناسی و نسخه‌شناسی به دستور دانشگاه تهران و دعوت یک دانشگاه در آمریکا به شهرهای بغداد، نجف، کربلا و کاظمین در کشور عراق و شهرهای مدینه و مکه در عربستان سعودی در سال ۱۳۴۵ و به شهرهای مسکو، لنینگراد سابق، تفلیس، دوشنبه، تاشکند، بخارا، سمرقند و باکو در شوروی سابق و شهرهای پاریس و مونیخ، لین، اوترخت و استانبول در اروپا و شهرهای کمبریج، بوستون، پرنیسول، ان آربر میشینگان، شیکاگو و نیویورک در آمریکا سفر کرد. شش‌ماه از این مدت به دعوت دانشگاه هاروارد بود. یادداشت‌هایی که در این سفرها برداشت آنچه مربوط به کشورهای عربی و اروپایی بود در نشریه کتابخانه مرکزی چاپ شده‌است و یادداشت‌هایش دربارهٔ نزدیک به شش هزار کتاب در مجلد هشتم نشریه کتابخانه مرکزی چاپ شده‌است.

## انجمن‌ها و تالیف فهرست

محمدتقی دانش‌پژوه به همراه ایرج افشار در هندوستان

دانش‌پژوه در تألیف فهرست نسخه‌های خطی چندین کتابخانه و مجمع ملی معتبر همت گماشت که انجمن دوستداران کتاب ایران، کمیته ملی کتابشناسی، کمیته ملی تأسیس بایگانی کشور، انجمن فلسفه و علوم انسانی، کنگره تحقیقات ایرانی، مجله راهنمای کتاب، انجمن تاریخ طب و علوم، شورای ارزشیابی نسخه‌های خطی کتابخانه مرکزی دانشگاه تهران، مجلس شورای ملی و مجلس سنا، سازمان اسناد و کتابخانه ملی ایران، کتابخانه و موزه ملی ملک و فرهنگستان زبان و ادب فارسی از آن جمله‌اند.

### عضویت در مجامع
دانش‌پژوه در بسیاری از مجامع بین‌المللی و ایران‌شناسی عضویت و همکاری داشت که انجمن ایران‌شناسی فرانسه در ایران، انجمن دوستداران کتاب ایران، کمیتهٔ ملی کتابشناسی، کمیتهٔ ملی تأسیس بایگانی ایران، انجمن فلسفه و علوم انسانی، کنگرهٔ تحقیقات ایرانی، مجلهٔ راهنمای کتاب، انجمن تاریخ طب و علوم، شورای ارزشیابی نسخه‌های خطی کتابخانهٔ مرکزی دانشگاه تهران، مجلس شورای ملی و مجلس سنا، کتابخانه ملی ایران، و فرهنگستان زبان و ادب فارسی از آن جمله‌اند.

## آثار

### تحقیقات
آثار دانش‌پژوه به طور معمول حاوی اطلاعات دست اوّل است. علت آن نیز این است که شاید برای نخستین بار در ایران، او بود که در سطحی گسترده، از آثار خطی برای پژوهش‌های علمی و تاریخی استفاده کرد. مسلما مهم‌ترین کار دانش‌پژوه، فهرست‌نویسی وی برای نسخه‌های خطی دانشگاه تهران است. مجلدات نگارش یافته توسط وی، سرشار از تحقیقات و نکات بدیعی است که وی دربارهٔ نسخه‌ها نوشته است. همت وی سبب شد که کتابخانه مرکزی و مرکز اسناد دانشگاه تهران، نخستین کتابخانه‌ای باشد که تمامی نسخ خطی‌اش فهرست شد و در اختیار قرار گرفت.

### چاپی
- ذخیره خوارزمشاهی (جلد ۱ و ۲)، اسماعیل بن حسن جرجانی، ایرج افشار (به اهتمام)، محمدتقی دانش‌پژوه (به اهتمام)، تهران: المعی
- استرآبادنامه (سه سفرنامه، وقفنامه و سرگذشت)، ایرج افشار (به اهتمام)، محمدتقی دانش‌پژوه (به اهتمام)، مسیح ذبیحی (به اهتمام)، تهران: امیرکبیر
- مجمل الحکمه: ترجمه گونه‌ای کهن از رسائل اخوان الصفا، ایرج افشار (گردآورنده)، محمدتقی دانش‌پژوه (گردآورنده)، تهران: پژوهشگاه علوم انسانی و مطالعات فرهنگی
- جامع التواریخ: قسمت اسماعیلیان و فاطمیان و نزاریان و داعیان و رفیقان، رشیدالدین فضل‌الله، محمدتقی دانش‌پژوه (به اهتمام)، محمد مدرسی (به اهتمام)، تهران: علمی و فرهنگی
- نوادر التبادر لتحفه البهادر، محمدبن ایوب دنیسری، ایرج افشار (گردآورنده)، محمدتقی دانش‌پژوه (گردآورنده)، تهران: پژوهشگاه علوم انسانی و مطالعات فرهنگی
- دستورالجمهور یا مناقب سلطان العارفین ابویزید طیفور، احمدبن حسین خرقانی، ایرج افشار (به اهتمام)، محمدتقی دانش‌پژوه (به اهتمام)، تهران: انجمن ایرانشناسی فرانسه در ایران، میراث مکتوب وابسته به مرکز نشر میراث مکتوب
- المنطق، حدود المنطق، عبدالله بن داودیه ابن مقفع، حبیب بن بهریز ابن بهریز، محمدتقی دانش‌پژوه (مترجم)، تهران: مؤسسه پژوهشی حکمت و فلسفه ایران
- جامع التواریخ، قسمت اسماعیلیان و فاطمیان و نزاریان و داعیان و رفیقان، سیف‌الله فضل‌اللهی، محمدتقی دانش‌پژوه (مترجم)، محمد مدرسی زنجانی (مترجم)، تهران: علمی و فرهنگی
- وزارت در عهد سلاطین بزرگ سلجوقی از تاریخ تشکیل این سلسله تا مرگ سلطان سنجر، عباس اقبال آشتیانی، یحیی ذکاء (به اهتمام)، محمدتقی دانش‌پژوه (به اهتمام)، تهران: دانشگاه تهران
- نوادر التبادر لتحفه البهادر، محمدبن ایوب دنیسری، ایرج افشار (گردآورنده)، محمدتقی دانش‌پژوه (گردآورنده)، تهران: پژوهشگاه علوم انسانی و مطالعات فرهنگی
- رستم الحکما و شمس الوزرا
- ترجمه النکت الاعتقادیة از شیخ مفید
- ترجمه مصادقةالاخوان از ابن‌بابویه رازی
- الرسالةالمعینیة خواجه طوسی (یادبود خواجهٔ طوسی)
- تبصره ابن سهلان ساوی به فارسی با دو رساله در منطق
- دو رساله دربارهٔ آثار علوی
- آشنایی ما با فلسفه و دانش نوین باختری
- اندیشه کشور داری نزد فارابی
- ترجمه فارسی الهیات شفا
- معتقد الامامیه
- اخلاق محتشمی از خواجهٔ طوسی
- کسر اصنام الجاهلیة از صدرالدین محمد القوامی الشیرازی
- تحفه در اخلاق و سیاست متن فارسی سده هشتم
- النهایة فی مجرد الفقه و الفتاوی از شیخ طوسی (عربی با ترجمه فارسی کهن)
- ترجمه مختصر نافع از محقق حلی
- زبدة التواریخ (تاریخ اسماعیلیه به فارسی)
- کتاب الاسرار و سرّ الاسرار از ابوبکر محمد بن زکریا رازی
- تصحیح کتاب «مفتاح الطب و منهاج الطلاب» (کتاب برگزیدهٔ سال)
- فهرست کتابخانهٔ اهدایی سید محمود مشکوة به کتابخانه دانشگاه تهران در هیجده مجلد
- فهرست کتابخانه دانشکده حقوق
- فهرست کتابخانه دانشکده ادبیات (نسخه‌های خطی)
- فهرست کتابخانه سپهسالار
- فهرست کتابخانه دانشکده الهیات
- فهرست آثار دانشمندان ایرانی و اسلامی در غنا و موسیقی
- جدلی بودائی، ترجمه حشایش، اسناد وقف خاندان خلیفه سلطان، داعی‌الدعاه تاج الدین، حدایق‌الحقایق، دوازده متن موسیقی، جامع الحکمه، یادی دیگر از بیهقی مورخ فیلسوف
- اندیشه کشورداری نزد فارابی، فیزیک ارسطو و ابن باجه اندلسی، شوکت‌نامه، آیین شاه تهماسب
- نسخه‌های خطی بنیاد خاورشناسی فرهنگستان شوروی شهر لنینگراد
- کتب کتابخانه بنیاد خاورشناسی فرهنگستان تفلیس
- آیین فهرست نگاری نسخه‌های خطی
- برخی از سخنان منطقی فارابی
- تتمه النجاه ابوعلی سینا
- تذکره بی‌نام گمنام
- دانشنامه علائی
- اسناد وقف خاندان خلیفه سلطان
- اصناف العلوم الحکمیه
- الرساله الشرقیه فی تقاسیم العلوم العقلیه
- المبادی و الرؤس العشره لتعلم الفلسفه
- آستانه‌های مازندران
- دوازده متن موسیقی
- سه فیلسوف ایرانی
- کتاب الحشایش
- گونه گون واژه‌ها در گفتار
- مبحث معرفت و ادراک در فلسفه جدید
- متافیزیک ارسطو و رساله الحروف فارابی
- منطق از نظر خواجه طوسی
- منظق نزد خواجه رئیس ابوعلی سینا
- نخستین مترجم عربی تورات
- وقف نامه ربع رشیدی
- ترجمه فارسی منظوم خطبه البیان
- ترجمه قصیده نونیه عنوان الحکم
- تفسیر دروازجکی
- جامع الحکمه
- چند فهلوی در کتابی عرفانی
- حدایق الحقایق
- خطوط دانشمندان ایرانی
- دربارهٔ هفتاد و سه گروه
- دو رساله در اخلاق و سیاست
- دو رساله در منطق
- دو رساله دربارهٔ هفتاد و دو گروه
- دو متن کهن اسلامی در اروپا
- یادی دیگر از بیهقی مورخ فیلسوف (جلد ۱ و ۲)

### انتشارات و سخنرانی ها
دانش‌پژوه به همراه ایرج افشار، منوچهر ستوده، مصطفی مقربی و عباس زریاب خویی نشریه فرهنگ ایران زمین را بنیان نهاد و از فروردین ۱۳۳۲ تا ۱۳۶۲ این مجله را منتشر می‌کرد.
دانش‌پژوه در طول این سال‌ها علاوه بر تدریس و سفرهای تحقیقاتی و فهرست و معرفی نسخه‌ها در کنگره جهانی ایران‌شناسی سال ۱۳۴۵ و کنگره‌های بنیاد ایران‌شناسی رشیدالدین فضل‌الله همدانی در سال ۱۳۴۸ سعدی و حافظ در شیراز و شیخ طوسی در مشهد ۱۳۴۸ و ابوالفضل بیهقی ۱۳۴۹ و ابوریحان بیرونی ۱۳۵۲ و ناصرخسرو ۱۳۵۳ و فارابی شرکت داشته و سخنرانی کرده‌است و در سمینارها و کنگره‌های کراچی و راولپندی شرکت نمود و مقاله و گفتار داشته‌است.

### استفاده دیگران
برخی از افراد مانند فؤاد سزگین محقق علوم اسلامی و خاورشناس اهل ترکیه، یوری برگل تاریخ‌نگار اهل روسیه و پروفسور بازنشسته دانشگاه ایندیانا، نجیب مایل هروی محقق عرفان و ادبیات فارسی و اهل هرات افغانستان، عبدالحسین حائری کتاب‌شناس، فهرست‌نگار و نسخه‌پژوه ایرانی، در نگارش، دانش‌پژوه را بهترین منبع برای فهرست نگاری می‌دانند و در تحقیقات خود از فعالیت‌های او بهره بسیار بردند.

## درگذشت

جلد کتاب اسناد محمدتقی دانش‌پژوه در دانشگاه تهران به کوشش رسول جعفریان

وی سرانجام در روز ۲۷ آذر سال ۱۳۷۵ پس از دو بار سکته، در منزل خود در خیابان وزرای تهران درگذشت و در قطعهٔ هنرمندان بهشت زهرا در کنار یاران و دوستانش عباس زریاب خویی، محمدجواد مشکور، احمد تفضلی و دیگران به‌ خاک سپرده شد.

## بزرگداشت
چند ماه پس از درگذشت وی در سال ۱۳۷۵، اولین بزرگداشت دانش‌پژوه توسط دکتر حسن حبیبی در نهاد ریاست‌جمهوری ایران برگزار گردید.
بزرگداشت وی با عنوان شب محمد تقی دانش‌پژوه توسط مجله بخارا با همکاری مؤسسهٔ فرهنگی هنری ملت، دایره‌العمارف بزرگ اسلامی، بنیاد موقوفات دکتر محمود افشار، گنجینهٔ پژوهشی ایرج افشار و میراث مکتوب برای اولین بار چهارشنبه ۲۰ آذر ماه ۱۳۹۲ با حضور چهره‌هایی مانند مصطفی محقق داماد، کامران فانی، عبدالله انوار، داوود موسایی، نوش‌آفرین انصاری، اکبر ایرانی و فریبا افکار در ساختمان کانون زبان فارسی برگزار شد و تا به امروز هر سال ادامه دارد.
همچنین بزرگداشت میراث علمی و فرهنگی محمدتقی دانش‌پژوه به کوشش رسول جعفریان در تاریخ یکشنبه ۱۷ اسفند ۱۳۹۸ با حضور چهره‌هایی مطرحی مانند علی لاریجانی، سید محمود مرعشی نجفی، نوش‌آفرین انصاری، محمدعلی مهدوی راد، نجفقلی حبیبی و عبدالله جوادی آملی در دانشگاه تهران برگزار شد. همزمان با برگزاری این مراسم، اسناد سال‌های خدمت وی با عنوان محمدتقی دانش‌پژوه در دانشگاه تهران به کوشش رسول جعفریان منتشر شد. این اسناد سال‌های خدمت وی طی سالهای ۱۳۱۸ تا ۱۳۵۵ را در بر می‌گیرد.